# Phumosia hunanensis
Phumosia hunanensis este o specie de muște din genul Phumosia, familia Calliphoridae, descrisă de Fan, Gan, Fang, Zheng, Chen și Tao în anul 1997.
Este endemică în Hunan. Conform Catalogue of Life specia Phumosia hunanensis nu are subspecii cunoscute.